# سار ابوت
سار ابوت (نام علمی: Cinnyricinclus femoralis) نام یک گونه از تیره ساران است.